# Jacques Sirmond

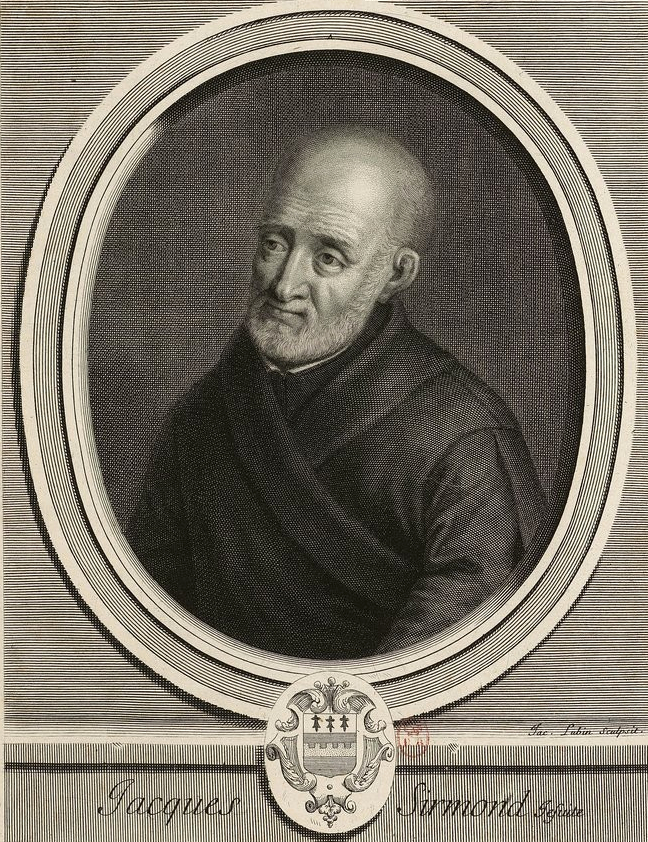
Jacques Sirmond.

Jacques Sirmond, född den 12 oktober 1559 i Riom, död den 7 oktober 1651 i Paris, var en fransk jesuitisk teolog och historiker. Han var farbror till Antoine och Jean Sirmond.
Sirmond var 1590–1608 sekreterare åt jesuitgeneralen Aquaviva i Rom. Sedan vistades han i Frankrike, där han 1612 måste uppträda mot sin ordens lära om tyrannmordets rätt. Sirmond visade också en viss dragning till gallikanism. År 1637 blev han Ludvig XIII:s biktfader. Sirmond är berömd som utgivare av gammalkristna och äldre medeltida skriftställare och av Concilia generalia ecclesiae catholicae (1608–1612) samt som kyrkohistoriker (predestinationens historia, 1648, botens historia 1651, fortsättning av Baronius Annales). Hjalmar Holmquist kallar honom i Nordisk familjebok "en af Frankrikes mest framstående katolska teologer".